# Stilles Tal (Elmstein)
Der Weiler Stilles Tal gehört zur Ortsgemeinde Elmstein im rheinland-pfälzischen Landkreis Bad Dürkheim. Mitunter wird das Stille Tal auch als Teil des 500 m nördlich liegenden Weilers Hornesselwiese betrachtet. 

## Geographie
Das Stille Tal verläuft mitten im Pfälzerwald im südlichen Gemeindegebiet von Elmstein westlich des 456 m hohen Birkenkopfes. Es steigt von Nord nach Süd von 255 auf 320 m an. Durch das Tal fließt der Grobsbach nach Norden, ehe er bei Hornesselwiese von rechts in den Helmbach mündet.
Im Süden wird über einen Waldweg am Grobsbach aufwärts zunächst das Dachsloch erreicht, wo das Stille Tal nach knapp 2 km endet. 3 km weiter liegt in 505 m Höhe auf einem Bergsattel das Forsthaus Taubensuhl.

## Geschichte
Das Stille Tal wurde 1795 erstmals erwähnt, damals unter dem Namen Hornesselswieserhof. Heute befindet sich dort das Gasthaus Zum Stillen Tal, das zugleich eine Pension ist.

## Verkehr
Die nach Hornesselwiese führende Fahrstraße verbindet als Kreisstraße 18 das Stille Tal nach Norden mit dem übrigen Gemeindegebiet.

## Tourismus
Unweit des Weilers verläuft ein Wanderweg, der mit einem gelben Punkt  gekennzeichnet ist.